# Autoportret

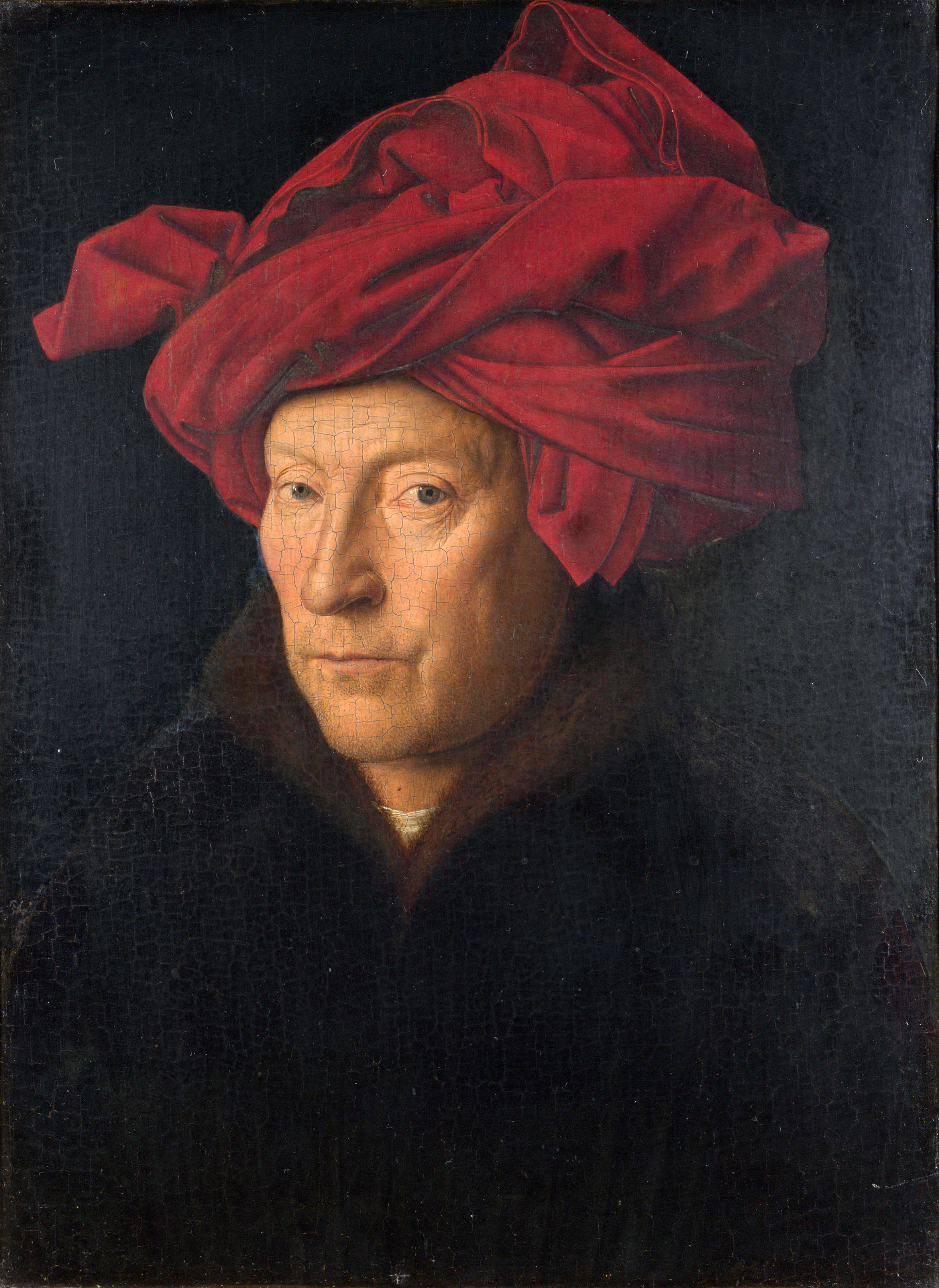
Omul cu turban roșu, Jan van Eyck,1433

Autoportretul este reprezentarea unui artist, desenată, pictată, sculptată sau fotografiată de artistul însuși. 
Deși realizarea de autoportrete a fost practicată încă din antichitate, abia în timpul Renașterii, la mijlocul secolului al XV-lea, se poate vorbi despre o dezvoltare a acestui gen artistic în care artiștii s-au reprezentat ca subiect principal al unei opere de artă plastică.
Unul dintre cele mai vechi autoportrete care s-a păstrat este Omul cu turban roșu realizat de pictorul olandez Jan van Eyck în 1433.

## Autoportret în artă

### Tipuri de autoportret
Istoricul de artă Vasilyeva-Shlyapina identifică două tipuri principale de auto-portret: profesionist, adică cel pe care artistul este descris la locul de muncă și personal, care prezintă caracteristici morale și psihologice. De asemenea, oferă o clasificare mai detaliată: 1) «auto-portret plug-in» - artistul este descris în grupul de caractere ale unui complot; 2) «autoportret reprezentativ sau simbolic» - artistul se prezintă în imaginea unei persoane istorice sau a unui erou religios; 3) «portret de grup» - artistul este descris cu membrii familiei sau cu alte persoane reale; 4) «un autoportret separat sau natural» - artistul este ilustrat singur.

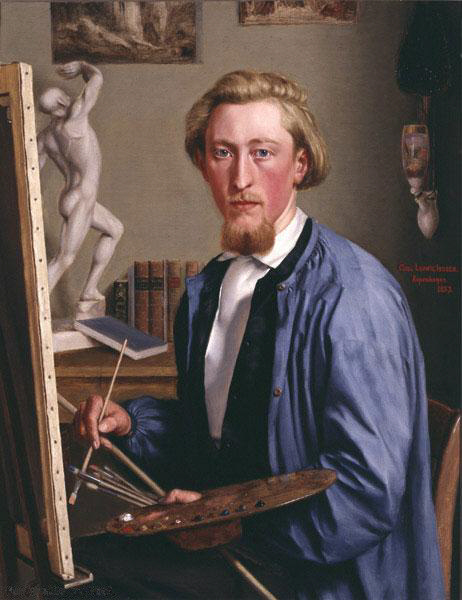
Autoportretul profesional al lui Karl Ludwig Jessen, în care artistul se prezintă la locul de muncă
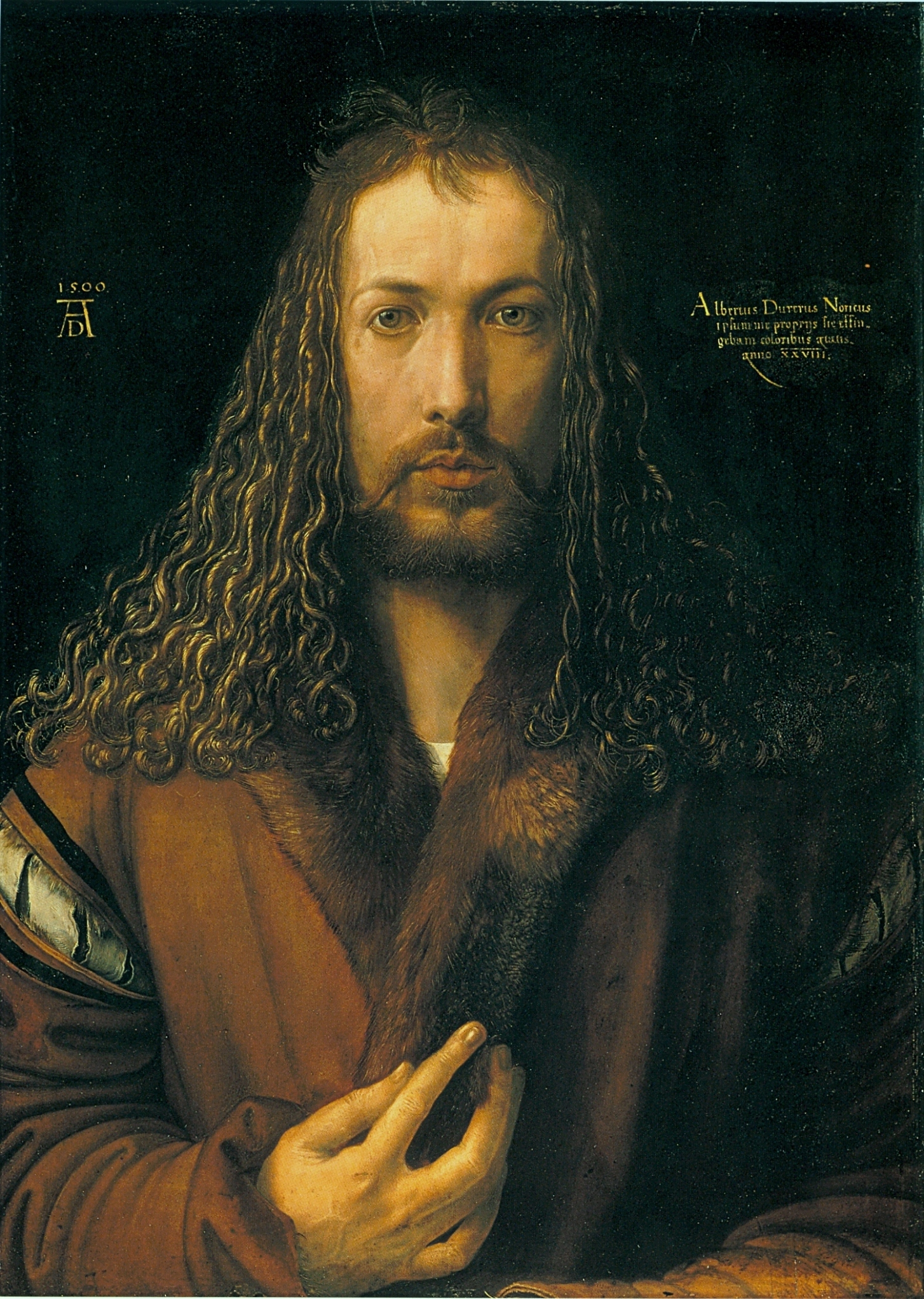
Acest autoportret al lui Dürer este personal, pe măsură ce transmite imaginea spirituală a autorului
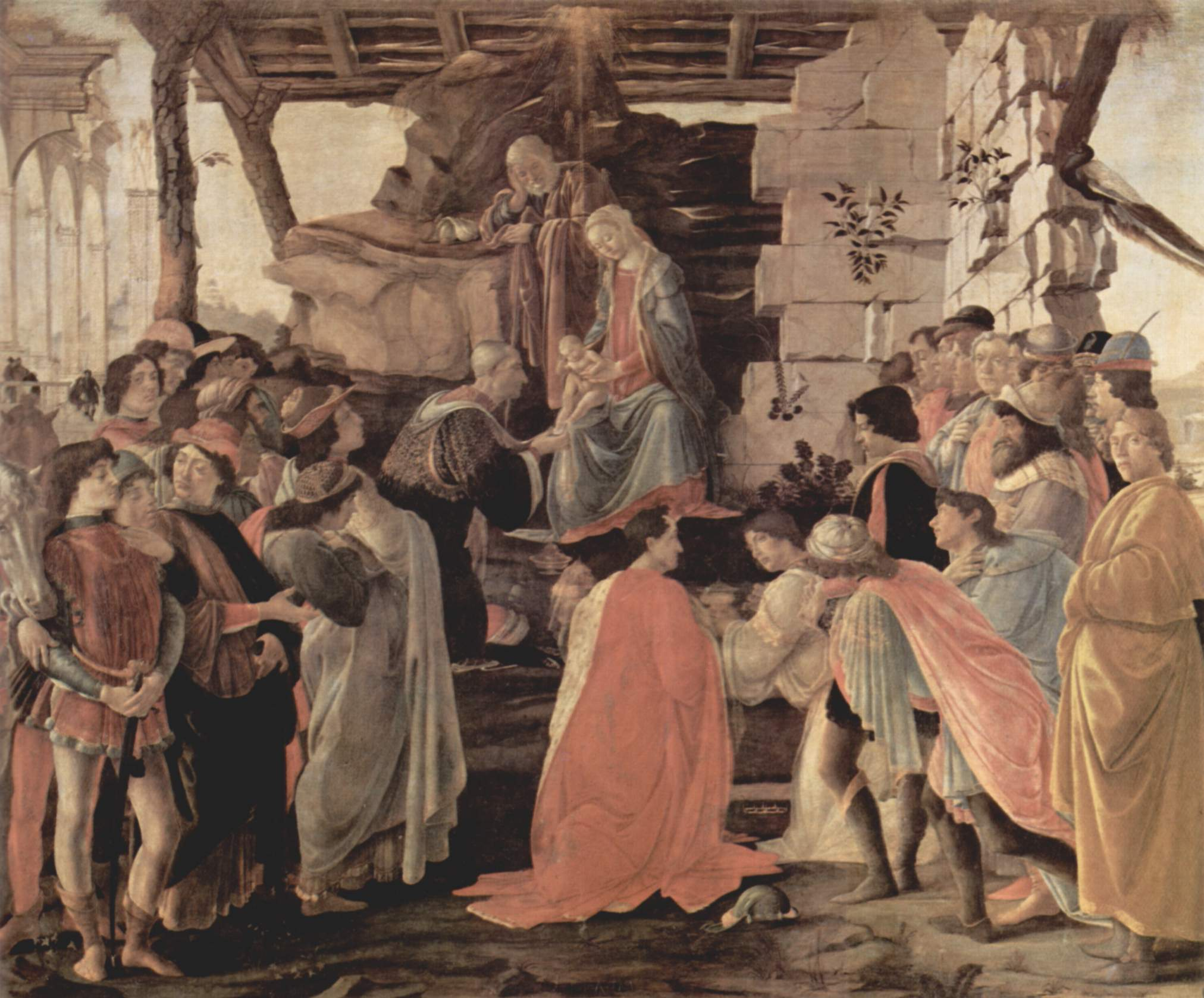
Pictura lui Botticelli "Adorarea magilor" conține un autoportret in-line al artistului
- Autoportret, Augusto De Luca (Fotografie)

### Identificarea autoportretelor
«O privire îndreptată direct spre spectator și o asimetrie oarecum ne-naturală a conturului feței, care a apărut din cauza oglindirii imaginii, sunt semne caracteristice prin care autoportretele în compoziții multi-cifre sunt de obicei recunoscute», indică Grashchenkov V.N în studiul său despre Renașterea timpurie.